# Санатрук I (правитель Хатры)
Санатрук I — правитель Хатры с периода после 138 года по 176/177 год.
Его отцом был его предшественник Нашру. Санатрук I известен из 23-х надписей, найденных в Хатре. При этом только одна имеет дату и относится к 176/177 году. В ней сообщается о строительстве здания. Санатрук I был одним из первых правителей Хатры, который принял титул mlk'  (царь), но при этом он сохранил за собой прежний титул mry'  (господин). Неясно, правил ли он вместе со своим братом Волгашом или следовал за ним. Во всяком случае, следующим царём за братьями был сын Санатрука Абдсамия.